# 1988年ソウルオリンピックのジブチ選手団
1988年ソウルオリンピックのジブチ選手団（1988ねんソウルオリンピックのジブチせんしゅだん）は、1988年9月17日から10月2日にかけて韓国のソウルで開催された1988年ソウルオリンピックのジブチ選手団、およびその競技結果。

## 概要
今大会は銅メダル1個を獲得した。
陸上男子マラソンでアーメド・サラが銅メダルを獲得、ジブチにオリンピック初メダルをもたらした。

## メダル
| メダル | 選手名         | 競技 | 種目         |
| ------ | -------------- | ---- | ------------ |
| 銅     | アーメド・サラ | 陸上 | 男子マラソン |